# さくらさくらこ
さくらさくらこ（1986年3月28日 - ）は、日本の歌手・タレント。

## 来歴

### 歌手デビューまで
東京都生まれ、国立音楽大学附属小学校を卒業、立教女学院に入学。立教女学院在学中は、聖歌隊に入隊。早稲田大学法学部に現役入学し、「弁護士」兼「アーティスト」を目指す。

### 歌手デビュー
ライブ活動を続けていた時、事務所のアプローチにより音楽プロデューサーの目に止まり、デビューが決定。
2005年10月、劇場映画「三姉妹カフェ物語～チーズケーキは魔法の香り～」の主題歌『ジギタリス☆彡』でシングルリリース。
テレビ東京系でメディアサポートによるプロモーション。
2006年6月、2ndシングル『Rain Drop』リリース。La'cryma ChristiのベーシストSHUSEの楽曲提供によるポップでライトなサウンド。
フジテレビ系「志村けんのだいじょうぶだぁII」のエンディングテーマに採用。また、両A面で収録の『Steal out of the world』は、MOON CHILDのリーダー樫山圭が作詞を担当。TBS系「COUNT DOWN TV」ランキング97位を記録。
同年9月手話劇団「は～とふるはんど」シングル『Don't Mind～だいじょうぶだよ～』にコーラスで参加。
2009年より、auケータイパートナーの人気キャラクター「さくらこちゃん」のイメージキャラクターになり、テーマソングを歌う。アニメーションPVは、KDDIのLISMO Video Storeなどで配信されている。

## 人物
- 立教女学院高等学校卒業、早稲田大学法学部に在籍し、弁護士を目指し、司法試験に向けて日夜、奮闘中。日刊スポーツ新聞の取材で、弁護士を目指すアイドル「ベンドル」の称号をいただく。
- 所有資格は、普通自動車運転免許・日本漢字能力検定準1級・茶道表千家入門免状・ビジネス著作権検定初級・TOEIC720点。
- ぽや～んとした不思議な世界観と、法律という固いイメージとの感性のギャップやメリハリをラジオやテレビで発揮している。
- 自身の公式ブログ「さくらこ法律事務局」は、日常の出来事にさまざまな法律を引用して、わかりやすく、おもしろく、ためになるブログとして注目を集めている。
- 手話を覚え、せりふ以外での表現方法を舞台にて経験、その後より手話を得意とし日常対話程度の手話法を身につけている。ライブでも手話付きで歌うことが多い。
- 幼少のころからヴァイオリンを習っており、ヴァイオリンで伴奏を弾きながら同時に歌うというライブパフォーマンスができる。
- 昔、ファミレスでバイト中、店長から「フロアに出たら、必ずお皿の一つでも持って帰ってこい」というノルマに、手ごろなお客様をみつけ「お下げしてもよろしいですか？」と尋ねたところ、お客様はハンバーグを切りながら「あの、まだ食べてるんですけど・・・」と言われた思い出がある。
- 好きな食べ物はアメリカンチェリーとカルビ。苦手な食べ物は西瓜、蟹味噌。また、以前苦手だった「セロリ」と「うに」は、好きに昇格。大人の味を知った。
- 好きな色は、ピンク、黒、紫。
- スキー・スノーボードが好きで、よく家族で出かける。
- 皇帝ペンギンの赤ちゃんをこよなく愛し、自身のブログにもリポーター「こぺん」がよく登場している。

## ディスコグラフィー

### シングル
|       | タ イ ト ル                       | 発 売 日      | 収録曲 | 品番      |
| ----- | --------------------------------- | ------------- | --- | --------- |
| 1st   | ジギタリス☆彡                     | 2005年10月5日 | 『ジギタリス☆彡』作詞：さくらさくこ・近藤光／作曲：麻生直希 『ストラスの森』作詞：近藤光／作曲：石塚浩之 『ジギタリス☆彡』(Instrumental) 『ストラスの森』(Instrumental)                    | EECB-1002 |
| 2nd   | Rain Drop                         | 2006年6月7日  | 『Rain Drop』作詞・作曲：SHUSE (La’cryma Christi) 『Steal out of the world』作詞：樫山圭 (MOON CHILD) /作曲：麻生直希 『Rain Drop』(Instrumental) 『Steal out of the world』(Instrumental) | POCE-3707 |
| 参 加 | Don't Mind ～だいじょうぶだよ！～ | 2006年9月6日  | 『Don't Mind～だいじょうぶだよ～』作詞：はないむらさき/作曲：麻生直希 『Don't Mind～だいじょうぶだよ~』(Kids version) 『Don't Mind～だいじょうぶだよ～』(Instrumental)                     | POCE-3711 |

## タイアップ一覧
| タイトル      | タイアップ | 収録作品                     |
| ------------- | --- | ---------------------------- |
| ジギタリス☆彡 | 劇場公開映画『[[[三姉妹カフェ物語～チーズケーキは魔法の香り～]]』主題歌                                                                  | 1stシングル「ジギタリス☆彡」 |
| Rain Drop     | フジテレビ系『志村けんのだいじょうぶだぁII』2006年6月度エンディングテーマ JFN系『志村けんのFIRST STAGE～はじめの一歩』エンディングテーマ | 2ndシングル「Rain Drop」     |

## 出演作品
- テレビ
  - 東京MXテレビ「キャンパスリンク」#25ゲスト '07.3.23

- ラジオ
  - TFM系ミュージックバード「TWILIGHT EXPRESS」ゲスト '06.6.11生放送
  - SKYPERFECT TV 400ch 第一興商 STAR digio「MUSIC UP STYLE」ゲスト '06.6.29

- 舞台
  - 2008生命のコンサート音楽劇「赤毛のアン」
少女ダイアナ役 東京国際フォーラム '08.11.8～9
少女アン役 浦和コミュニティーセンター '08.12.2
  - 手話舞台「TOMORROW―こころの翼をひろげて―」(小国正皓:演出)三越劇場 '07.2.24～26
  - 手話舞台「浅草ものがたり」(小国正皓:作・演出)三越劇場 '08.2.2～4

- その他
  - 日刊スポーツ 芸能ニュース取材「目指せベンドル」　'06.10.
  - 内外タイムス 取材「新風来彩」　'08.2.3号
  - NHKハートストリートイベント(バリヤフリー音楽祭)主催:NHK,NHK厚生文化事業団 '06.11.19